# Brachionidium
Brachionidium là một chi thực vật có hoa trong họ Lan.